# モハンマド・ジャヴァード・ザリーフ
モハンマド・ジャヴァード・ザリーフ・ホンサーリ、モハンマド・ジャバド・ザリフ   
（ペルシア語: محمدجواد ظریف خونساری、ペルシア語発音: [mohæmːæd͡ʒːæˌvɒːde zæˌɾiːfe xɒnsɒːˈɾi]、1960年1月7日 - ）は、イラン・イスラム共和国の外交官、政治家。現戦略問題担当副大統領、元外相、元国連大使。イラン国際関係研究院、テヘラン大学客員教授（外交論、国際機関論）。
1990年代以降、外相顧問、同上級顧問、法務・国際関係担当外務副大臣、文明間の対話に関する国連賢人会議委員、国連軍縮委員会委員長、グローバル・ガバナンスに関する賢人会議委員、イスラーム自由大学外務担当副学長などを歴任した。

## 経歴

### 生い立ち
アメリカ合衆国の『ニュー・リパブリック』誌によると、ザリーフは「テヘランの裕福で、敬虔で、政治的には保守的な商家」に生まれた。父はイスファハーンを代表する商人で、母もまたテヘランで非常に有名な商人の娘であった。私立の宗教学校であるアラヴィー校で学んだ。
両親は、子どものザリーフがテレビやラジオ、新聞に接することを認めなかった。その代わりにアリー・シャリーアティーやサマド・ベフランギー（サマド・ベヘランギ）の本を読み、革命思想にふれた。
17歳のとき、ザリーフはアメリカ合衆国に渡り、カリフォルニア州サンフランシスコにある私立高校、ドルー・スクールに入学した。それからサンフランシスコ州立大学に進み、1981年に学士号、1982年に修士号をいずれも国際関係論で取得した。その後もデンバー大学ジョゼフ・コーベル国際研究大学院で学業を続け、1984年に国際関係論で2つ目の修士号を、1988年に国際法・政策論で博士号をそれぞれ取得した。博士論文の題名は「国際法および政策における自衛」であった。
ジョゼフ・コーベル国際研究大学院でザリーフの論文の主査を担当したロム・ロウは、ザリーフについて「私がこれまで教えてきた生徒のなかでも、最高の部類に入る」と述べている。ザリーフを教え、同じくその論文の審査を行ったベッド・ナンダも「（彼は）教室のなかでは優秀な学生だった。私は、彼が母国の暮らしに重要な役割を果たすだろうと思った」と回想している。

### 国連大使

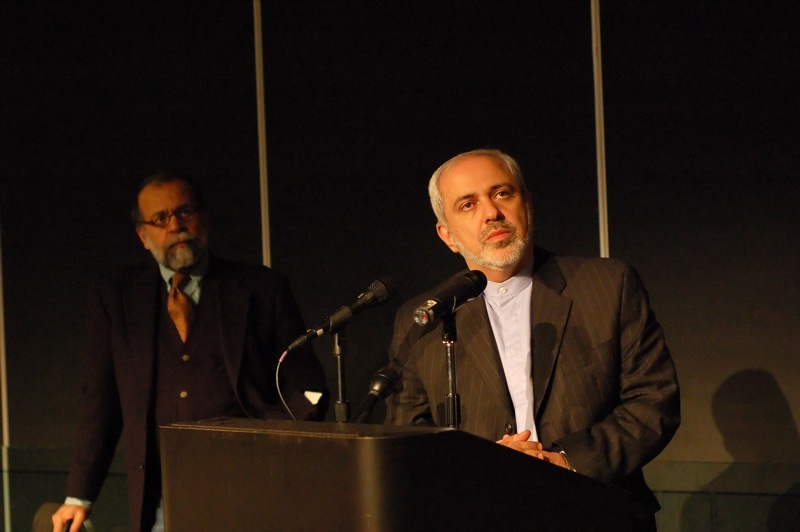
国連大使時代のザリーフ

イラン革命後の1982年5月、ザリーフはイランの国際連合代表部職員に任命された。外交官としての経験よりも、英会話の能力やアメリカとの関係を見込まれての起用であった。新米の外交官としてザリーフは、レバノンで親イラン派の武装集団に拘束されているアメリカ人の人質の解放交渉に当たった。当時のアメリカがイランに相互親善のサインを送ることはなかったが、ザリーフは両国関係の改善に努力し続けた。
2000年には、世界人種主義会議のアジア準備会合の議長や国連軍縮委員会の委員長を務めた。テヘラン大学で国際法の教授にも就任した。2010年から2012年には、イスラーム自由大学の外務担当副学長をアブドッラー・ジャースビー学長のもとで務めた。また、イラン国際関係ジャーナルやイラン外交政策などの数多くの学術雑誌の編集委員にも名を連ね、軍縮や人権、国際法、地域紛争などの広範囲なテーマで論文を執筆した。
2002年から2007年まで、ザリーフはイランの国連大使であった。国連大使として、ザリーフは「大きな取り引き」と呼ばれる計画の進展に密接に関与した。これは2003年に、アメリカとイランの間に横たわる主だった問題を解決するために策定された計画である。ジョゼフ・バイデンやチャック・ヘーゲルなど、アメリカの大物政治家とも私的な会合を持った。2007年7月6日に退任し、後任にはモハンマド・ハザーイーが就いた。
2008年11月18日にザリーフは、イラン政府を転覆させるために、アメリカがイラン人の離間策を企んでいると主張した。ザリーフは「イランにおいて、ビロード革命という概念は根拠のない恐怖と考えられるべきではない」と述べた。

### 外相

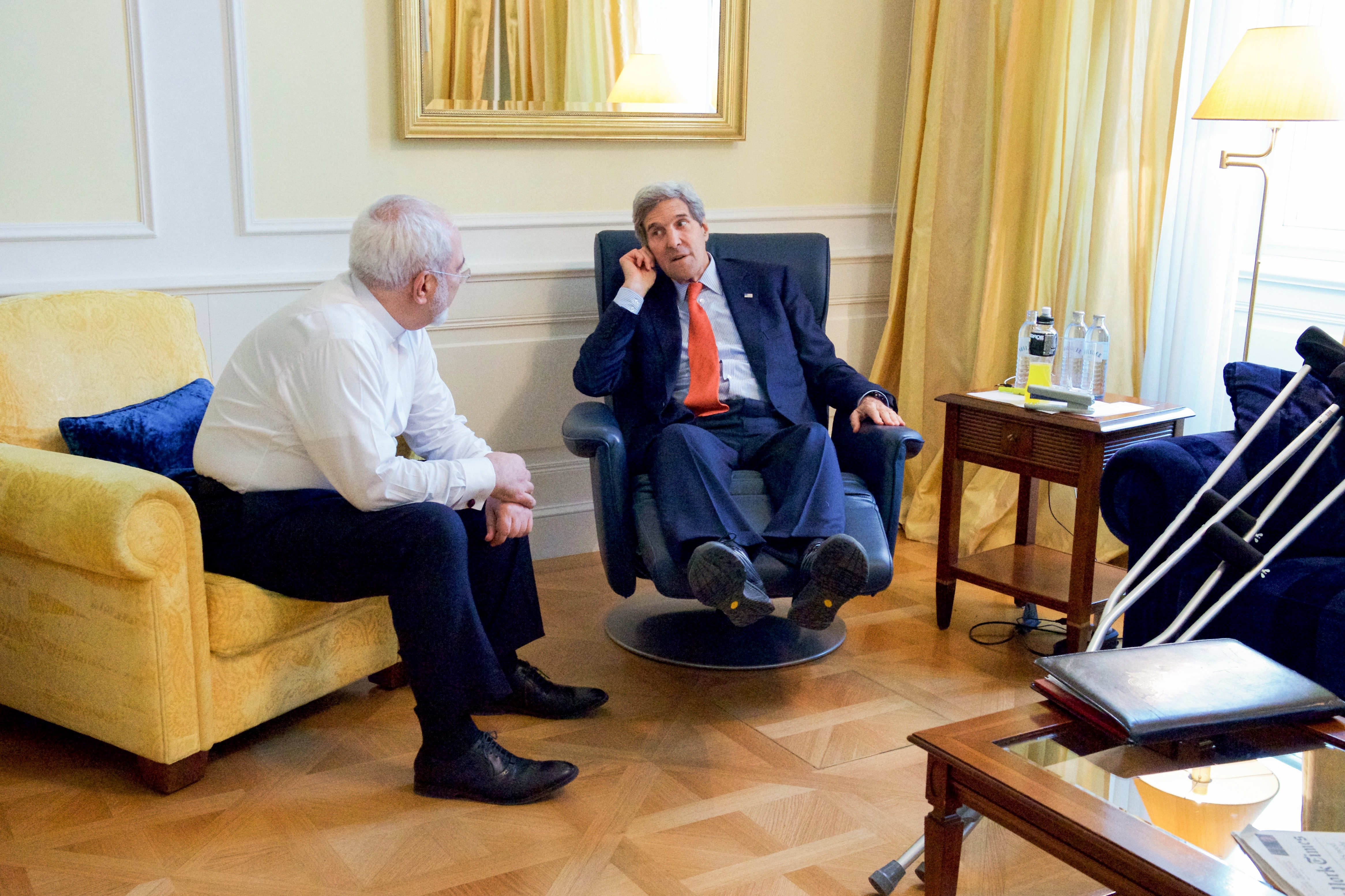
ウィーンのコーブルク宮殿でジョン・ケリー米国務長官と会談するザリーフ（2015年7月3日）

2013年7月23日、ハサン・ロウハーニー次期大統領（当時）が外相にザリーフを選任したとの報道が流れた。その後、8月4日にロウハーニーが国会にザリーフを正式に推薦したことで、初めてこの報道が裏付けられた。この人事は国会で承認され、ザリーフはアリー・アクバル・サーレヒーの後任の外相となった。
外相としてザリーフは、イランの核開発問題に関する6か国協議（P5プラス1）を主導した。その結果、2015年7月14日に包括的共同作業計画が採択され、2016年1月16日にはイランへの経済制裁が解除された。
2016年、イランがアメリカ兵10人を拘束した際には、アメリカのケリー国務長官と解放に向けホットラインで会談を行い、短時間で問題を終結させた。
2017年8月5日に発足した第2次ロウハーニー政権でも引き続き外相を務める人事案が国会に提示され留任した。
2018年5月、アメリカのイラン核合意離脱を受け、中華人民共和国に始まる核合意当事国を歴訪するなど対応に追われた。アメリカによる経済制裁が再開されたことでイラン経済は苦境に陥り、核合意は失敗であったとして合意を主導したザリーフの外相辞任要求が議会から噴出し、2019年2月25日、外相を辞任する意向を表明したが、翌26日にロウハーニー大統領が辞任を却下。27日にザリーフも辞意を撤回した。
2019年5月15日-17日、日本を訪問。安倍晋三首相、河野太郎外相らと会談を行った。
2019年6月13日、イランの最高指導者アリー・ハーメネイー師と安倍首相が会談してるさなかで起きたホルムズ海峡近くでの日本のタンカーへの攻撃に懸念を表明して対話を訴えた。14日、アメリカがイランの犯行として非難していることに対しては自らが度々主張している「Bチーム」（イランに敵対的なアメリカのジョン・ボルトン補佐官、イスラエルのベンヤミン・ネタニヤフ首相、サウジアラビアのムハンマド・ビン・サルマーン皇太子のこと）によるものと述べた。20日、イスラム革命防衛隊が米軍の無人偵察機を撃墜した際はアメリカによる領空侵犯を主張した。
2019年7月中旬のアメリカ訪問時にトランプ政権よりホワイトハウスへ招待され、断れば経済制裁の対象に指定されると言われ実際に断ったところ、そのとおりになったと8月5日の記者会見で明かしている。

### 副大統領
2024年8月1日、新任大統領ペゼシュキヤーンから戦略問題担当の副大統領に任命された。同月11日に自身の子がアメリカとの二重国籍であることを理由に辞意を表明したが、大統領と協議したうえで辞表を復帰して副大統領職に復帰したと同日27日に明らかにした。

## 人物
既婚で、米国生まれの1男1女がいる。妻とは1979年の夏に、ザリーフの妹を介して知り合った。イランで結婚したが、その数週間後にイラン革命のためニューヨークに渡った。ペルシャ語に加えて、英語も堪能である。
ザリーフは、イラン国内で高い評判と人気を得ている。2016年3月に情報世論ソリューションズ社 (iPOS) が行った世論調査では、支持76%、不支持7%と政治家のなかでは最も人気が高かった。
外国のメディアに登場する機会は少ないが、2018年8月19日、アメリカがイランの核合意から離脱した際にはCNNのインタビューに応じ、留学時代に培った流暢な英語を駆使してドナルド・トランプ大統領を批判している。

## 栄典
- タイム100（『タイム』誌の「世界で最も影響力のある100人」） 2014年[46]および2015年[47]
- チャタム・ハウス賞（王立国際問題研究所） 2016年、ジョン・ケリーと共同受賞[48]

勲章
- 功労経営勲章1等（イラン、2016年2月8日）[49]
- アンデスのコンドル勲章大十字（ボリビア、2016年8月26日）[50]

## 来日歴
- 2014年3月4日-5日 - 来日して安倍晋三総理大臣を表敬訪問、岸田文雄外務大臣と外相会談[51]。